# Panegyris
Die Panegyris (altgriechisch πανήγυρις panḗgyris, „die Versammlung“) war ursprünglich eine Veranstaltung, an der eine große Menge Menschen teilnahmen. Der Begriff wird in dieser Beschreibung von Thukydides aufgeführt. Pindar verwendet ihn für die olympischen, pythischen, isthmischen und nemeischen Spiele. Eine Panegyris verhalf berühmten Rednern zu einer großen Zuhörerschaft. Das bekannteste Beispiel sind die aus einem solchen Anlass gehaltenen Panegyriken des Isokrates. Agone, die vor allem während der hellenistischen Zeit erneuert oder eingeführt wurden, zogen Menschen aus der nahen und weiteren Umgebung an und machten deshalb die Veranstaltungen zu großen Volksfesten. Die Ansammlung von einer großen Menge an einem Festtag war mit gesetzlichen Vorschriften verbunden. Für die Einhaltung der Vorschriften sorgte ein Agoranomos, Hieromnemon oder ein eingesetzter Panegyriarches. Bei Theophrastos von Eresos findet sich erstmals der Bezug zu einem sakralen Fest, das in der weiteren Verwendung die vorherrschende Bedeutung erhalten hat.